# Prefettura di Zio
La prefettura di Zio è una prefettura del Togo situato nella regione Marittima con 295.177 abitanti al censimento 2010. Il capoluogo è la città di Tsévié.